# サルトプス
サルトプス Saltopus は恐竜型類に属する絶滅した爬虫類の一つ。全長80-100cmで、三畳紀後期のスコットランドに生息した。
William TaylorによってLossiemouth West & East Quarriesで発見された。タイプ種 Saltopus elginensis は1910年、フリードリヒ・フォン・ヒューネによって命名・記載された。属名はラテン語: saltare（"跳ねる"）・古代ギリシア語: πούς（"足"）に由来し、種小名は産地近くの都市エルギンに由来する。ホロタイプ NHMUK R.3915 は、Lossiemouth Sandstone Formation（カーニアン-ノリアン）から産出したものであり、脊柱の一部・前肢・後肢・骨盤を含む部分骨格であるが、頭骨を欠く。多くの部分は雄型として保存されており、残っている骨は僅かだった。現在まで、保存状態のよい標本は得られていない。
肉食性。骨は鳥のように中空で、体重は1kg程度と推定されている。全長の大部分は尻尾であり、体は猫くらいの大きさだった。関連する化石から推測すると、長い頭部と、多くの鋭い歯を持っていたとみられる。手は5本指で、第4・5指は小さい。2011年、原記載に反し、仙骨が4個ではなく2個の脊椎から構成されるという祖先的な形質が明らかになった。
かつてはヘレラサウルス科に近縁な獣脚類と考えられていたが、この分類は標本が断片的であるために否定された。グレゴリー・S・ポールなどの研究者は、本種をコエロフィシス科獣脚類の幼体だと考えた。2000年、RauhutとHungerbühlerは、本種は真の恐竜ではなく、ラゴスクスに近縁な恐竜型類だと結論した。Michael BentonはAlick Walkerの研究を引き継ぎ、2011年、本種はプセウドラゴスクスより派生的な恐竜型類で、シレサウルス科と恐竜を含むクレードの姉妹群になると結論した。